# 알렉스 그라만
알렉스 조지프 그라만(Alex Joseph Graman, 1977년 11월 17일 ~ )은 미국출신의 야구 선수이다.

## 미국 프로 야구시절
1999년 뉴욕 양키스와 입단 계약을 맺는다. 이후 6시즌을 마이너리그에서 보낸 후 2004년 시카고 화이트삭스전에서 메이저 리그 데뷔전을 치른다. 이후 2005년까지 메이저 리그 생활을 한다.

## 일본 프로 야구시절
2006년 일본 프로 야구 사이타마 세이부 라이온스와 계약을 체결하고 2011년까지 활약한다. 특히 2008년에는 방어율 1.42에 3승 3패 31세이브의 개인 최고 기록을 기록한다.

## KBO 리그시절

### KIA 타이거즈
2012년 1월 15일 KIA 타이거즈에 입단을 한다는 소식이 전해졌으나, 메디컬 테스트에서 불합격 통보를 받고 2월 5일 계약이 무산되었다.